# Bruno Risi
Bruno Risi (født 6. september 1968 i Altdorf) er en forhenværende cykelrytter fra Schweiz. Hans foretrukne disciplin var banecykling, hvor han har vundet medaljer ved nationale, europæiske og verdensmesterskaber. Han har deltaget ved fem olympiske lege.
Risi har også vundet mange seksdagesløb, heriblandt Københavns seksdagesløb fire gange, to gange hver med Kurt Betschart og Franco Marvulli.